# Csenki Imre
Csenki Imre (Püspökladány, 1912. augusztus 7. – Budapest, 1998. július 15.) Kossuth-díjas zeneszerző, karnagy, zenepedagógus.

## Élete, munkássága
1935 és 1937 között a budapesti Liszt Ferenc Zeneművészeti Főiskola középiskolai énektanárképző szakán Kodály Zoltán, Ádám Jenő, Harmat Artúr, Vaszy Viktor, Vásárhelyi Zoltán, Bárdos Lajos és Bartha Dénes növendéke volt, majd 1942-től ugyanott a tanítóképző intézet zenetanárképző szakán is tanult.
Zenepedagógusi munkáját Mezőtúron kezdte, 1937-től 1940-ig a gimnázium énektanára volt (emlékét dombormű őrzi az iskola homlokzatán). 1940 és 1950 között a debreceni Református Kollégium tanítóképzőjének ének- és zenetanára, majd a Debreceni Egyetem zenei lektora lett. Közben, 1942 és 1944 között a debreceni MÁV Filharmonikus Zenekar karmestereként dolgozott. Alapító karnagya volt a Magyar Állami Népi Együttes énekkarának, amelynek élén 1950-től 1972-ig karnagyként és művészeti vezetőként tevékenykedett. 1964 és 1966 között között vezette a Magyar Rádió énekkarát is.
Karnagyként számos kórusművet – köztük Bartók Béla és Kodály Zoltán műveit – mutatott be. Zeneszerzői tevékenységének súlypontjában az Állami Népi Együttes énekkara számára írt művek képezték, de számos táncművet is komponált az együttesnek. Kodály az ő felkérésére írta a Kállai kettőst. Együtteseivel gyakran vendégszerepelt itthon és külföldön, ahol magas színvonalú produkciókkal és versenygyőzelmekkel szerzett hírnevet. Különösen emlékezetesek voltak a Rábai Miklós által koreografált Cigánytáncok, az Ecseri lakodalmas és a Kállai kettős című produkciók, amik az Állami Népi Együttesnek szinte a névjegyévé váltak, és bejárták vele Európa majd minden országát és szinte az egész világot, az Amerikai Egyesült Államoktól Kínáig.
Népzenekutatóként a magyarországi cigányok között végzett zenei gyűjtéseket.

## Díjak, elismerések
- Kossuth-díj (1952)
- A Munka Érdemrend I. fokozata (1955)
- Grand Prix du Disque(wd) (Párizs, 1956)
- Kiváló művész (1982)
- Debrecen Város Csokonai-díja (1982)

## Művei
- A tücsök és a hangyák. Gyermekdaljáték Vargha Balázs szövegére.
- A bajusz. Opera Arany János verse nyomán, Ádám L. szövegére, bemutató: 1959.
- Cigányok. Opera Puskin nyomán, Szabó Miklós szövegére, bemutató: 1973.
- Gipsies Suite for Orchestra, Bagpipe Song.
- Húsz kórusmű.
- Hegedűrapszódia.
- Klarinétrapszódia. 1965.
- Tanulmányok a zenei folklór témakörében.